# Beşiktaş Jimnastik Kulübü (pallavolo maschile)
Il Beşiktaş Jimnastik Kulübü è una squadra di pallavolo maschile di Istanbul, appartenente alla polisportiva Beşiktaş Jimnastik Kulübü e militante nella massima serie del campionato turco, la Efeler Ligi.

## Storia
Il Beşiktaş Jimnastik Kulübü viene fondata nel 1903 all'interno della omonima polisportiva, disputando per quasi settant'anni tornei di livello amatoriale: solo con la nascita del campionato turco il club inizia la propria attività professionistica, caratterizzata da un altalenarsi di partecipazioni tra Voleybol 1. Ligi e Voleybol 2. Ligi a causa di continue retrocessioni e seguenti promozioni dalla seconda alla massima divisione nazionale.
Questo incostante rendimento termina nel 2012, quando, dopo l'ennesima promozione in massima serie, a causa della perdita del main sponsor, il club cessa le proprie attività, pagando inoltre i propri debiti pregressi e ritornando un anno dopo, nuovamente nella serie cadetta turca, centrando ancora una volta la promozione in massima serie. Nella stagione 2014-15 il club centra uno dei migliori risultati della propria storia, partecipando ai play-off scudetto e concludendo il campionato in sesta posizione.

## Rosa 2015-2016
| N° | Nome                | Ruolo | Data di nascita   | Nazionalità sportiva |
| -- | ------------------- | ----- | ----------------- | -------------------- |
| 1  | Yankı Uslu          | S     | 17 aprile 1989    | Turchia              |
| 2  | Mustafa Ramazanoğlu | P     | 5 maggio 1979     | Turchia              |
| 3  | Berkan Bozan        | P     | 28 maggio 1991    | Turchia              |
| 4  | Demirhan Durul      | S/O   | 1º maggio 1989    | Turchia              |
| 5  | Ahmet Arslan        | C     | 7 dicembre 1990   | Turchia              |
| 6  | Mustafa Alkan       | L     | 1º giugno 1988    | Turchia              |
| 7  | Branimir Grozdanov  | S     | 21 maggio 1994    | Bulgaria             |
| 8  | Nuri Şahin          | L     | 1º gennaio 1980   | Turchia              |
| 9  | Emircan Başarır     | P     | 29 settembre 1997 | Turchia              |
| 10 | Orçun Ergün         | P     | 24 maggio 1992    | Turchia              |
| 11 | Murat Karakaya      | L     | 27 giugno 1987    | Turchia              |
| 12 | Samuel Tuia         | S     | 24 luglio 1986    | Francia              |
| 13 | Niels Klapwijk      | S/O   | 19 settembre 1985 | Paesi Bassi          |
| 14 | Erhan Dünge         | C     | 4 febbraio 1980   | Turchia              |
| 15 | Ferhat Akdeniz      | C     | 26 ottobre 1986   | Turchia              |
| 17 | Besnik Tanık        | S     | 2 novembre 1996   | Turchia              |
| 18 | Murat Aslan         | S     | 13 dicembre 1986  | Turchia              |